# Mythicomyia phalerata
Mythicomyia phalerata är en tvåvingeart som beskrevs av Axel Leonard Melander 1961. Mythicomyia phalerata ingår i släktet Mythicomyia och familjen svävflugor.
Artens utbredningsområde är Washington. Inga underarter finns listade i Catalogue of Life.